# Tomba a pilastro
La tomba a pilastro è un tipo di tomba monumentale in cui la caratteristica centrale è un unico pilastro o colonna prominente, spesso in pietra.

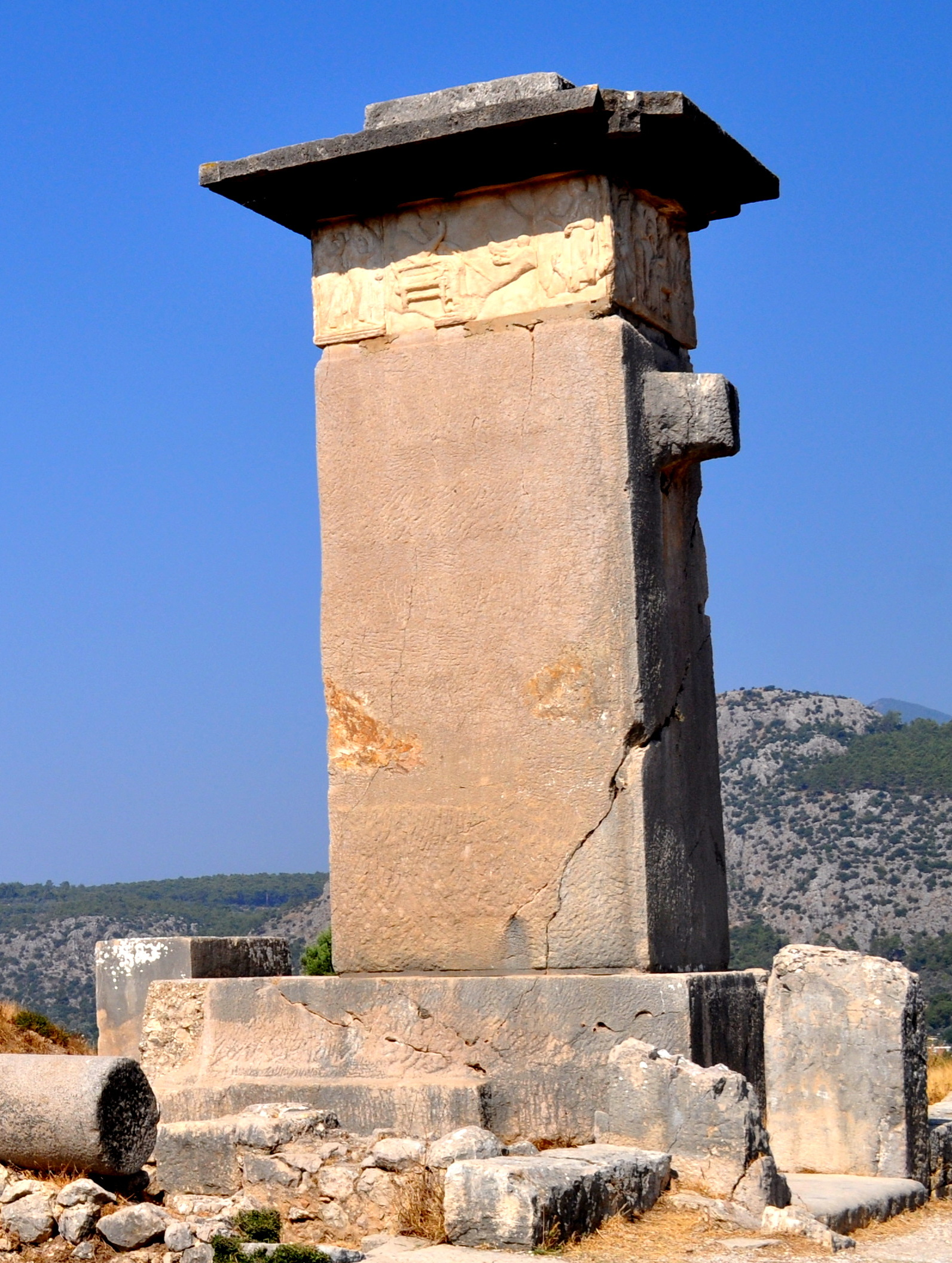
La tomba delle Arpie a Xanthos, in Licia

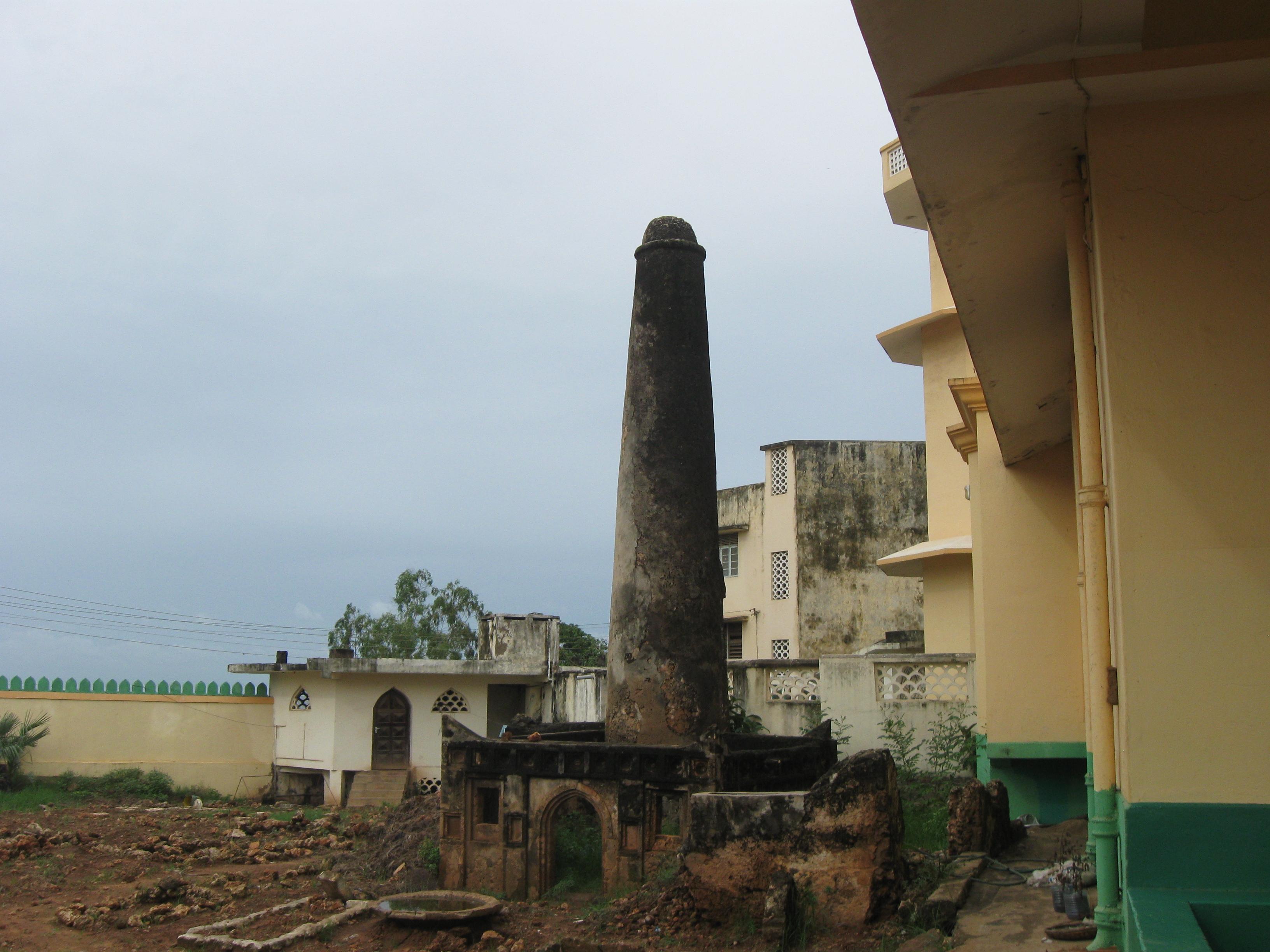
Tomba a pilastro a Malindi, in Kenya

## Diffusione nel mondo
Un certo numero di culture del mondo ha incorporato pilastri in strutture tombali. Esempi di tali edifici si trovano nelle colonie greche antiche in Licia, regione storica dell'Anatolia (ad esempio, la tomba delle Arpie di Xanthos) e nella cultura musulmana medievale swahili della costa swahili (ad esempio tombe a Malindi e Mnarani), che furono originariamente costruite con frammenti di corallo, e più tardi in pietra.
Nella storica città di Hannassa, nel sud della Somalia, sono state trovate rovine di case con archi e cortili, oltre a tombe a pilastri, tra cui una rara ottagonale. Port Dunford, situato nelle vicinanze, ospita anche una serie di antiche rovine, tra cui diverse tombe a pilastri. Prima del suo collasso, uno dei pilastri di queste strutture era alto 11 metri, rendendolo il più alto del suo genere nella regione.